# Інгулецький степ (заказник)

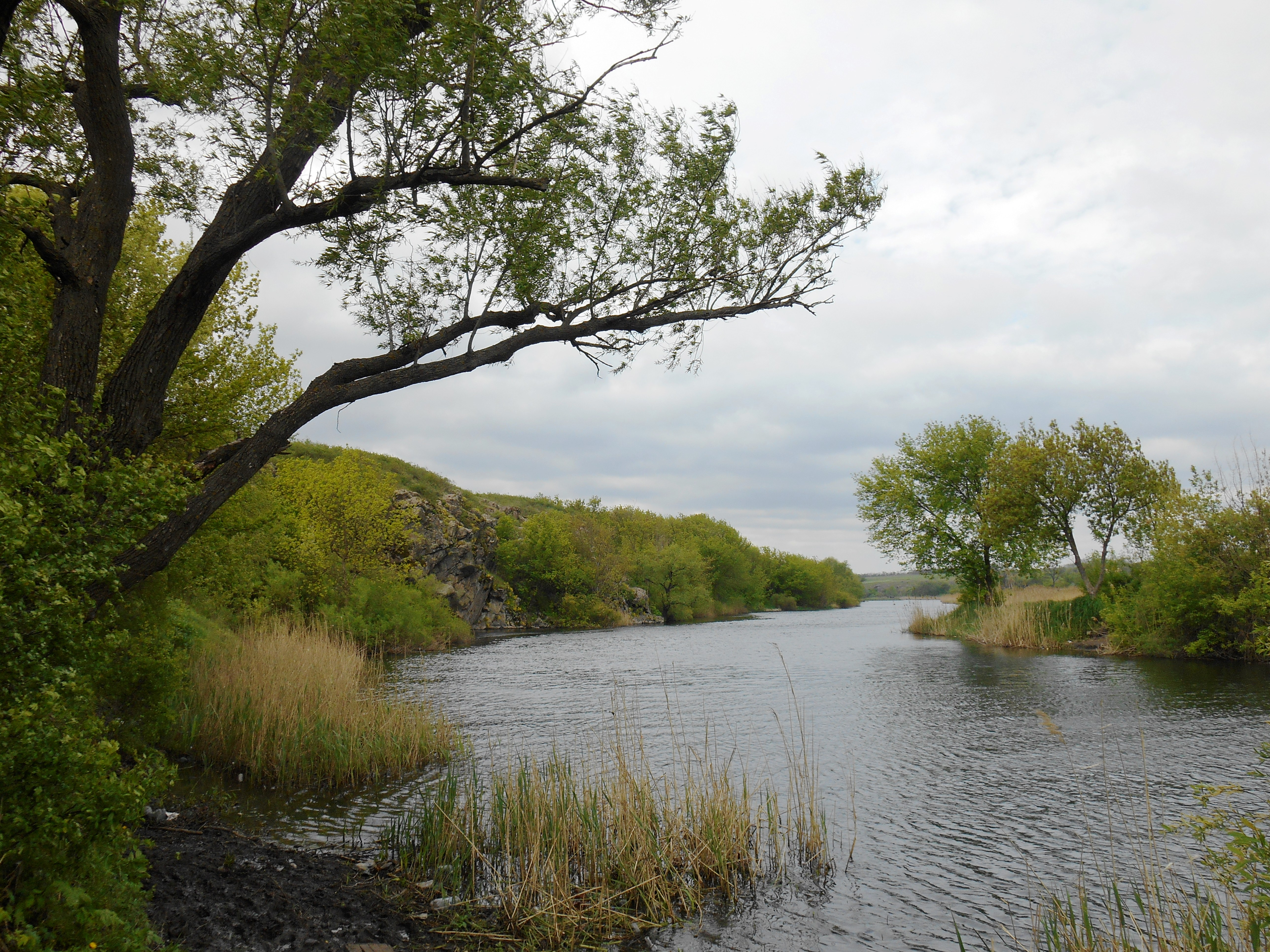
Лівий берег Інгульця на території заказника «Інгулецький степ»

Інгуле́цький степ — ландшафтний заказник загальнодержавного значення в Україні. Розташований у межах Криворізького району Дніпропетровської області, на північний захід від села Недайвода.

## Загальні відомості
Територія заказника починається біля межі Дніпропетровської і Кіровоградської областей, розташована на правому, скелястому березі річки Інгулець та прилеглих степових схилах. Також включає в себе дві невеликі балки та вузьку смугу терасового ландшафту на лівому березі.
Площа 65,6 га. Створений у 2002 році.

## Історія створення
На початку 1990-х рр. (1992 р.) увагу представників наукової громадськості привернула територія по обидва береги річки Інгулець, на північний захід від села Недайвода. Було встановлено, що в місцевому трав'янистому покриві ростуть рослини, що підлягають охороні. Як наслідок — Указом Президента в 2002 році на частині цієї території створений ландшафтний заказник «Інгулецький степ» площею 65,6 га. У 2004 році Дніпропетровська обласна рада своїм рішенням у рамках програми формування та розвитку національної екологічної мережі області для потреб створення національного парку зарезервувала 4000 гектарів земельного наділу за рахунок земель запасу.

## Біота
Дана територія є найбільшою у регіоні ділянкою із цілинним степом. На території виявлено при попередньому, неповному обстеженні 43 види рослин і 122 види тварин з різним природоохоронним статусом, з них 11 видів рослин і 42 види тварин занесені до Червоної книги України.
На території заказника переважають популяції видів гранітофілів, більшість з яких є ендеміками або реліктами, деякі є на межі зникнення, і майже ніде не трапляються, окрім берегів Інгульця. Серед інших тут можна побачити зіновать гранітна та чебрець гранітний. Очиток Борисової, як унікальний ендемічний вид гранітних відслонень, знайшов прихисток на території заказника «Інгулецький степ» та розташованих неподалік природно-історичному урочищу «Савина Могила» та степовою ділянкою «Веселий Кут», завдяки чому вони виконують роль ключової міжнародної ботанічної території.
В заказнику трапляються ендемічні тварини, здебільшого — рідкісних комах.

## Геологічна складова
На берегових схилах Інгульця знаходиться багато виходів мігматитів та гранітів, які північніше на 1 кілометр від села Недайвода переходять у суцільний скельний масив на правому березі. Висота виступів подекуди сягає 15—22 м. По структурно-тектонічному відношення вони належать до Інгулецького куполовидного виступу протерозойського поверху, за віком — до кіровоградського комплексу період раннього протерозою (2,5 мільярдів років) та дніпропетровського комплексу ультраметаморфічних порід середнього архею (2,85 мільярдів років).
Скелі складаються з рожевих і рожево-сірих біотитових та амфібол-біотитових мігматитів і гранітів з гарною плойчастою мікротекстурою та різними за мінеральним складом. Також можна зустріти водяно-прозорий кварц, рожевий мікроклін, чорні блискучі лусочки біотиту, зелений амфібол та багато інших. Водяно-прозорий кварц іноді утворює дрібні кристали гірського кришталю. Ще на території заказника присутні невеликі тіла біотит-амфіболових гнейсів, дайки діабазів, жили червоно-рожевих апліто-пегматоїдних гранітів. Один із скельних виходів містить дайку габродіабазів темно-сіро-зеленого кольору із значною кількістю титано-магнетиту, частково окисленого до гематиту, та з вкрапленістю золотисто-жовтого піриту.

## Археологічні пам'ятки
На території заказника розташоване ще недостатньо вивчене святилище епохи пізньої бронзи — раннього заліза. За словами наукового співробітника Криворізького історико-краєзнавчого музею Ірини Стеблини, кілька тисячоліть тому це місце було сакральним.

## Ситуація з приводу розробки гранітного родовища
В 2007 році Дніпропетровська обласна рада своїм рішенням вилучила із зарезервованої території ділянку площею 120 га, а подальшими рішеннями — ще кілька десятків гектарів у зв'язку з погодженням надання Товариству з обмеженою відповідальністю «Граніт Групп» спеціального дозволу на користування надрами.
Ці рішення прийняті з порушенням вимог законів України, зокрема, за відсутності позитивного висновку державної екологічної експертизи. Розпочаті фірмою незаконні розкривні роботи спровокували численні протестні акції громадськості.
На січень 2013 року триває судовий розгляд справи, порушеної Криворізькою міжрайонною прокуратурою з нагляду за додержанням законів у природоохоронній сфері відносно директора підприємства, що займається гірничими роботами по видобутку корисних копалин, начальника ділянки видобутку цього ж підприємства та головного інженера, за порушення правил охорони та використання надр, зловживання службовим становищем та службове підроблення, що спричинило тяжкі наслідки. В результаті їхньої діяльності державі заподіяно збитків на суму понад 3,9 мільйона гривень. З метою відшкодування завданих збитків прокуратурою заявлено позов на зазначену суму.

## Галерея

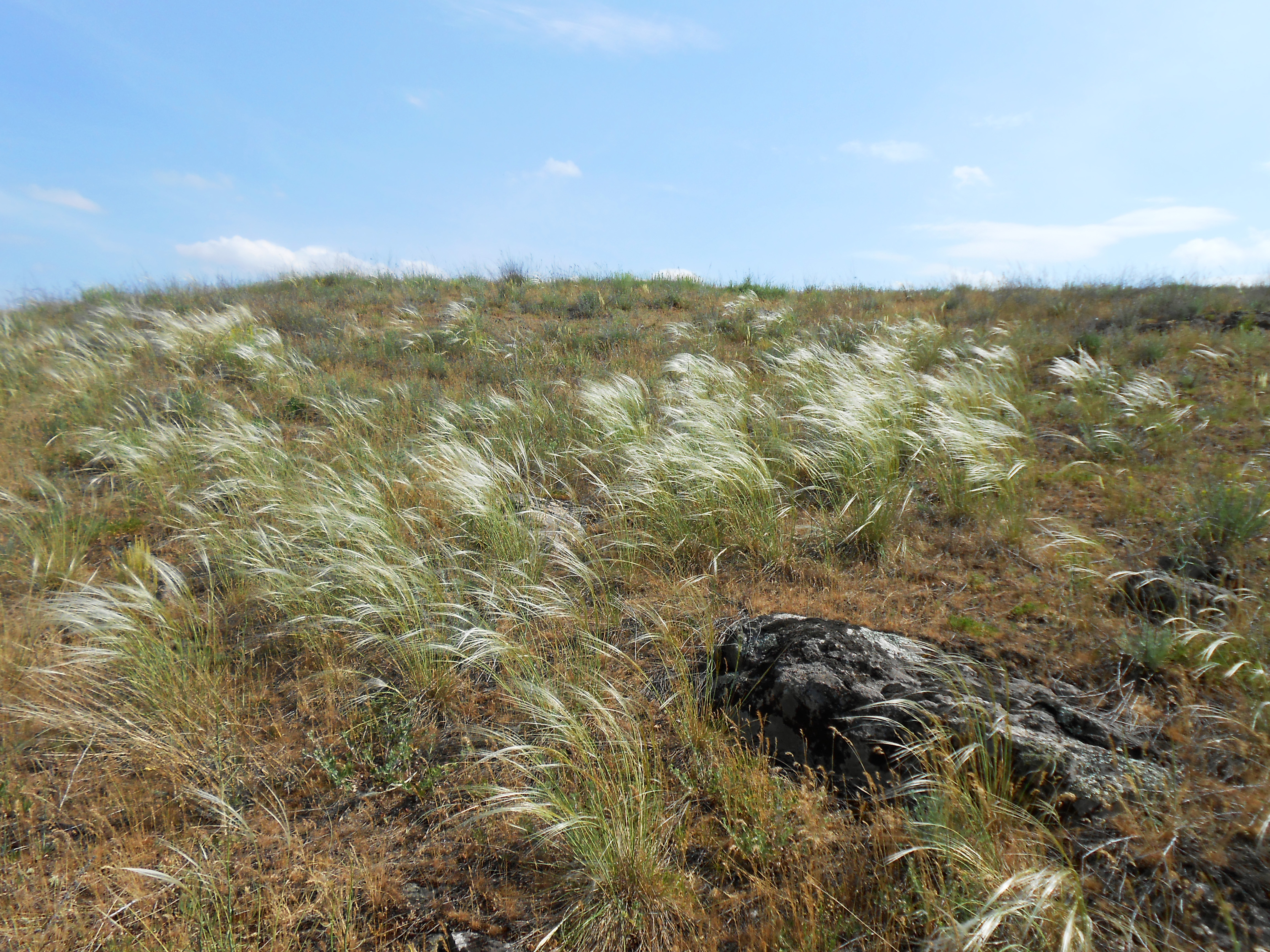
Краєвид заказника
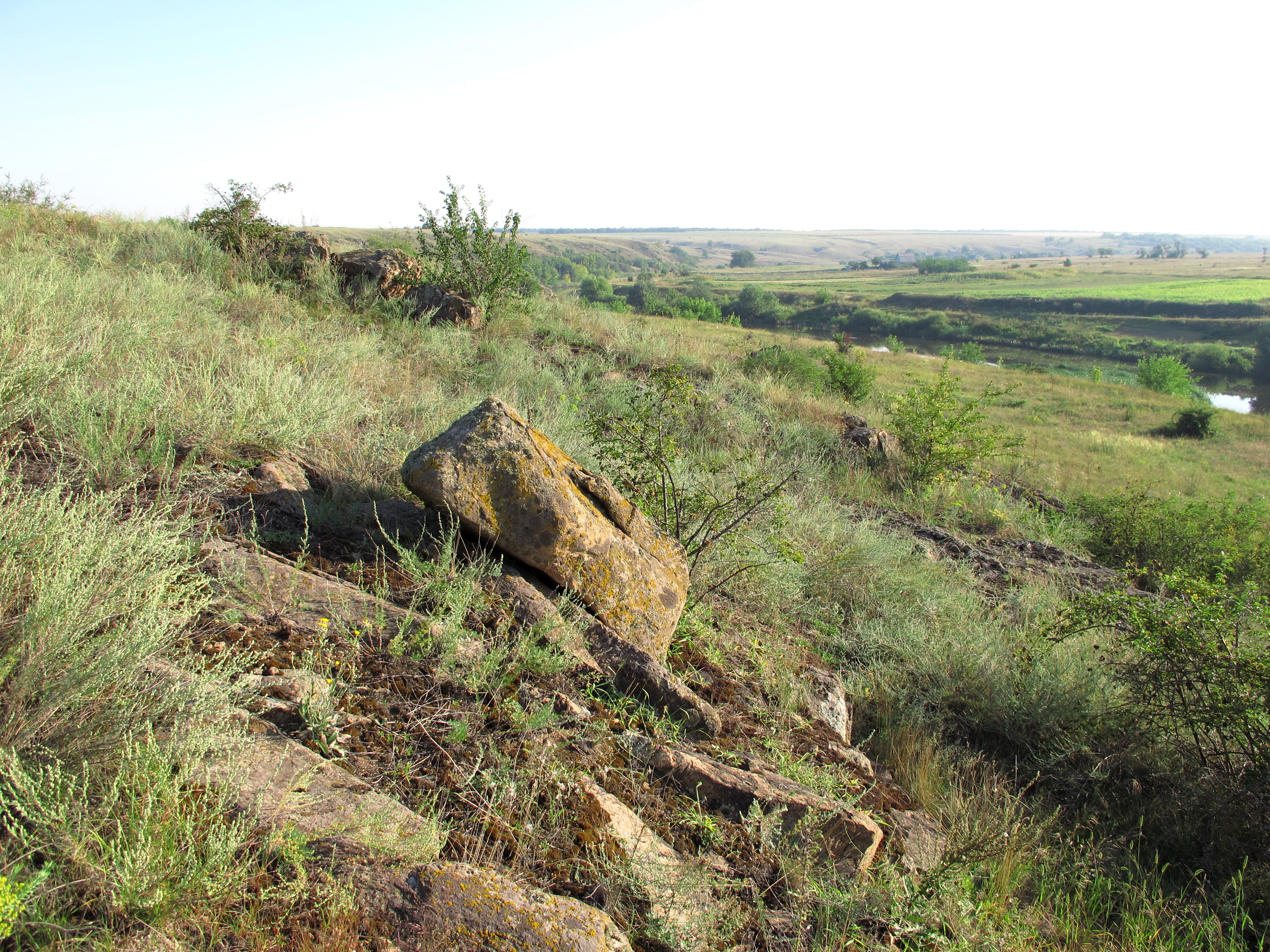
Скельні виступи амфібол-біотитових мігматитів кіровоградського комплексу
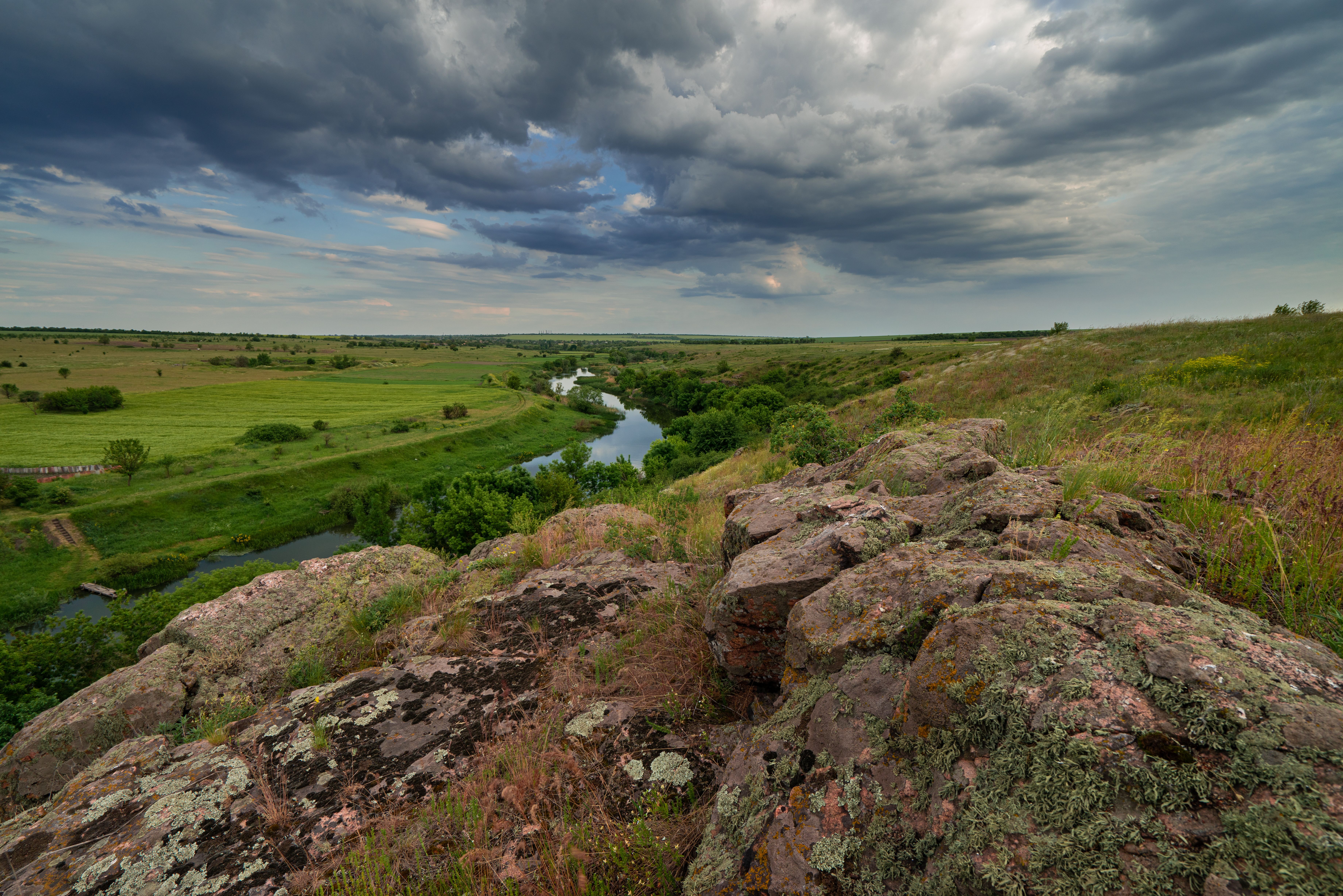
Краєвид заказника
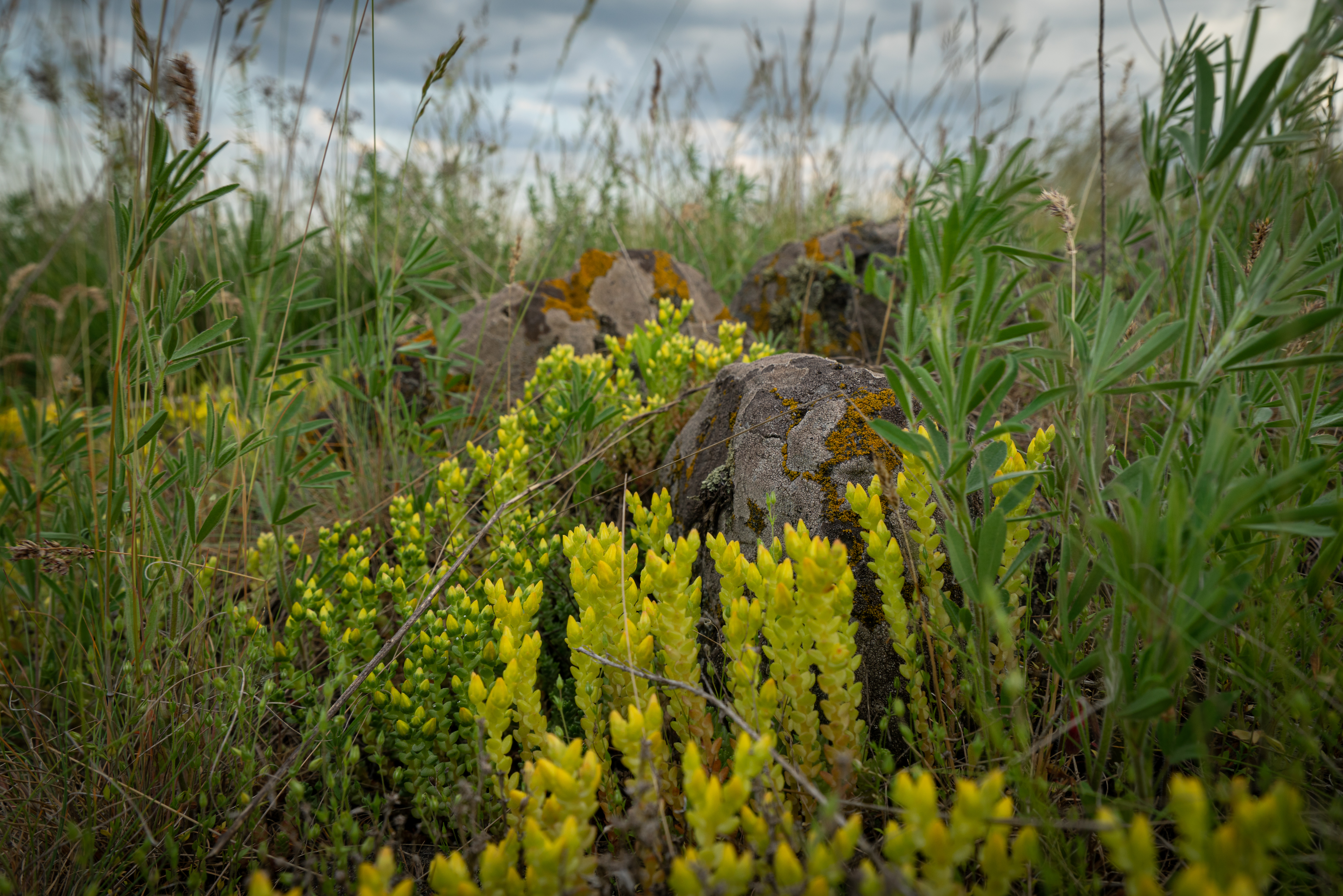
Очиток та інші рослини